# World of Morrissey
The World of Morrissey è un album raccolta del cantante inglese Morrissey.
Pubblicato il 6 febbraio del 1995 dalla Parlophone in Inghilterra e dalla EMI in Italia, il disco raggiunse la posizione numero 15 nella classifica degli album nel Regno Unito e la numero 134 in quella degli Stati Uniti.

## Realizzazione
Pubblicato in coincidenza con il breve tour inglese dell'inverno del 1995, World of Morrissey non segue nessuna delle regole solitamente usate per la compilazione delle raccolte essendo un disco pieno di materiale scartato dai precedenti album, di tracce live e di un paio di b-sides, al posto dei soliti singoli di successo.
Molte voci insinuarono il fatto che, la pubblicazione di questa raccolta sia stata voluta per liberare Morrissey dagli obblighi contrattuali che, all'epoca, sembra andassero stretti al cantante. Nel dicembre 2010, l'album, venne eliminato dal catalogo EMI assieme al live Beethoven Was Deaf e all'altra raccolta Suedehead: The Best of Morrissey. La foto di copertina ritrae il pugile Cornelius Carr, ed è tratta dal video promozionale di Boxers, girato da James O'Brien.

## Tracce
1. Whatever Happens, I Love You – 3:07  (b-side di Boxers)
2. Billy Budd – 2:09  (da Vauxhall and I)
3. Jack the Ripper (live) – 4:10  (da Beethoven Was Deaf)
4. Have-a-Go Merchant – 2:41  (b-side di Boxers)
5. The Loop – 4:16  (b-side di Sing Your Life)
6. Sister I'm A Poet (live) – 2:15  (da Beethoven Was Deaf)
7. You're the One for Me, Fatty (live) – 3:00  (da Beethoven Was Deaf)
8. Boxers – 3:28
9. Moon River – 9:39 (b-side di Hold On to Your Friends)
10. My Love Life – 4:24
11. Certain People I Know – 3:10 (da Your Arsenal)
12. The Last of the Famous International Playboys – 3:36
13. We'll Let You Know – 5:16 (da Your Arsenal)
14. Spring-Heeled Jim – 3:45 (da Vauxhall and I)